# Chantal Roger Tuile
Pour les articles homonymes, voir Tuile (homonymie).
Chantal Roger Tuile est un journaliste et directeur de publication camerounais. Il est candidat à l'élection présidentielle du 7 octobre 2018 au Cameroun.

## Biographie

### Carrière
Chantal Roger Tuile se fait connaître comme journaliste de la presse écrite. Il est directeur de publication au journal La Tribune de l'Est.   
Il devient célèbre pour ses accusations de corruption, notamment contre des hauts fonctionnaires tels Olivier Mekulu Mvondo, le directeur de la CNPS,,,.
Il pose sa candidature à l'élection présidentielle d'octobre 2018 au Cameroun.